# Superpohár UEFA 2020
Superpohár UEFA 2020 byl 45. ročníkem evropské klubové fotbalové soutěže Superpohár UEFA, pořádané Evropskou fotbalovou asociací UEFA. Jde o zápas mezi vítězem Ligy mistrů a vítězem Evropské ligy. 
V zápase se představil vítěz Ligy mistrů UEFA 2019/20 Bayern Mnichov a vítěz Evropské ligy UEFA 2019/20 Sevilla FC. Zápas se měl odehrát v srpnu 2020 na stadionu Estádio do Dragão v portugalském Portu. Kvůli pandemii covidu-19 se v Portugalsku odehrála celá závěrečná část Ligy mistrů, a proto byl Superpohár nakonec naplánován a odehrán 24. září 2020 na stadionu Puskás Aréna v maďarském hlavním městě Budapešti. Jednalo se tak o první takto významné utkání na zmíněném stadionu a druhé v Maďarsku celkem – v Budapešti se předtím odehrálo finále ženské Ligy mistryň 2018/19.
Utkání skončilo výsledkem 2:1 po prodloužení, Bayern Mnichov získal svůj druhý Superpohár v historii.

## Zápas

### Shrnutí
Sevilla dostala ve 13. minutě příležitost pokutového kopu, když byl Ivan Rakitić faulován Davidem Alabou. Z penalty se Lucas Ocampos střelou do levého rohu nemýlil a Sevilla šla do vedení. Ve 34. minutě vyrovnal Leon Goretzka po přihrávce Roberta Lewandovského, také střelou do levé části branky. Ve 104. minutě rozhodl střídající Javi Martínez prudkou hlavičkou do horního levého rohu, když k němu propadl míč po rohovém kopu.

### Detaily
| \| 24. září 2020 21:00 \| \| \| \| \| Bayern Mnichov \| 2 : 1 (pp.) \| Sevilla FC \| Puskás Aréna, Budapešť diváci: 15 180 rozhodčí: Anthony Taylor \| \| Goretzka 34' Martínez 104' \| (Report) \| Ocampos 13' (pen.) \| Puskás Aréna, Budapešť diváci: 15 180 rozhodčí: Anthony Taylor \| |             |                    |                                                                |
| Bayern Mnichov | Sevilla FC  |                    |                                                                |
| 24. září 2020 21:00 |             |                    |                                                                |
| Bayern Mnichov | 2 : 1 (pp.) | Sevilla FC         | Puskás Aréna, Budapešť diváci: 15 180 rozhodčí: Anthony Taylor |
| Goretzka 34' Martínez 104' | (Report)    | Ocampos 13' (pen.) | Puskás Aréna, Budapešť diváci: 15 180 rozhodčí: Anthony Taylor |

| BR                | 1  | Manuel Neuer (C)   |       |      |
| PO                | 5  | Benjamin Pavard    |       |      |
| SO                | 21 | Lucas Hernández    | 90+1' | 99'  |
| SO                | 4  | Niklas Süle        |       |      |
| LO                | 27 | David Alaba        | 12'   | 112' |
| SZ                | 18 | Leon Goretzka      |       | 99'  |
| SZ                | 6  | Joshua Kimmich     |       |      |
| PZ                | 10 | Leroy Sané         |       | 70'  |
| SZ                | 25 | Thomas Müller      |       |      |
| HÚ                | 7  | Serge Gnabry       |       |      |
| LK                | 9  | Robert Lewandowski |       |      |
| Náhradníci:       |    |                    |       |      |
| B                 | 26 | Sven Ulreich       |       |      |
| B                 | 35 | Alexander Nübel    |       |      |
| O                 | 17 | Jérôme Boateng     |       | 112' |
| O                 | 41 | Chris Richards     |       |      |
| Z                 | 8  | Javi Martínez      |       | 99'  |
| Z                 | 11 | Michaël Cuisance   |       |      |
| Z                 | 19 | Alphonso Davies    |       | 99'  |
| Z                 | 24 | Corentin Tolisso   |       | 70'  |
| Z                 | 30 | Adrian Fein        |       |      |
| Z                 | 40 | Malik Tillman      |       |      |
| Z                 | 42 | Jamal Musiala      |       |      |
| Ú                 | 14 | Joshua Zirkzee     |       |      |
| Manažer:          |    |                    |       |      |
| Hans-Dieter Flick |    |                    |       |      |

| BR              | 13 | Yassine Bounou   |       |     |
| PO              | 16 | Jesús Navas (C)  |       |     |
| SO              | 20 | Diego Carlos     |       |     |
| SO              | 12 | Jules Koundé     | 55'   |     |
| LO              | 18 | Sergio Escudero  | 119'  |     |
| SZ              | 8  | Joan Jordán      | 45+1' | 94' |
| SZ              | 25 | Fernando         | 70'   |     |
| SZ              | 10 | Ivan Rakitić     |       | 56' |
| PÚ              | 7  | Suso             |       | 73' |
| SÚ              | 9  | Luuk de Jong     |       | 56' |
| LÚ              | 5  | Lucas Ocampos    |       |     |
| Náhradníci:     |    |                  |       |     |
| B               | 1  | Tomáš Vaclík     |       |     |
| B               | 31 | Javi Díaz        |       |     |
| O               | 3  | Sergi Gómez      |       |     |
| Z               | 6  | Nemanja Gudelj   |       | 73' |
| Z               | 14 | Óscar Rodríguez  |       |     |
| Z               | 19 | Marcos Acuña     |       |     |
| Z               | 21 | Óliver Torres    |       | 56' |
| Z               | 22 | Franco Vázquez   |       | 94' |
| Ú               | 11 | Munir El Haddadi |       |     |
| Ú               | 15 | Júsuf En-Nesjrí  |       | 56' |
| Ú               | 24 | Carlos Fernández |       |     |
| Ú               | 29 | Bryan Gil        |       |     |
| Manažer:        |    |                  |       |     |
| Julen Lopetegui |    |                  |       |     |